# Мазарович, Александр Николаевич
Александр Николаевич Мазарович (29 ноября [11 декабря] 1886, Санкт-Петербург, Санкт-Петербургская губерния — 26 марта 1950, Москва, Московская область) — советский учёный-геолог, геоморфолог и гидрогеолог, доктор геолого-минералогических наук (1934), профессор.

## Биография
Родился 29 ноября (11 декабря) 1886 года в Санкт-Петербурге; крещён 11 декабря в Преподобного Сергия Радонежского Чудотворца всей артиллерии соборе.
Провёл детство в имении родителей — сельце Внуково Краснинского уезда Смоленской губернии. Обучался дома, в 1897 году поступил по экзамену во 2-й класс Смоленской классической гимназии, которую окончил в 1905 году (аттестат № 1871, выдан 3 июня).
В 1905—1912 годах учился на естественном отделении физико-математического факультета Московского университета, сначала на кафедре географии и антропологии у Д. Н. Анучина, затем — на кафедре геологии у А. П. Павлова. Представил сочинение «Дислокационные явления в области Свияжско-Волжского междуречья», впоследствии опубликованное в «Ежегоднике по геологии и минералогии России» (т. XIII, вып. 3—4). По окончании университета был оставлен при кафедре для подготовки к сдаче магистерских экзаменов.
Магистр геологии (1917). Доктор геолого-минералогических наук (1934).
С 1915 по 1929 годы работал гидрогеологом, затем руководителем гидрогеологического отделения Первой Поволжской партии, гидрогеологом Управления мелиорации Наркомзема РСФСР. Одновременно в 1920-е годы преподавал в Московской горной академии и Ярославском университете.
В 1930 году перешёл в Московский геологоразведочный институт, но в 1931 году снова вернулся в Московский университет, где работал профессором на кафедре исторической геологии и до конца жизни был её руководителем. Также с 1938 года возглавлял геологическую секцию Московского общества испытателей природы при Московском университете. Был членом университетской комиссии по разработке Устава МГУ (1938).
В военные годы важное практическое значение получили осуществлённые ранее профессором Мазаровичем работы по составлению палеогеографических карт восточной части Русской платформы для пермского и триасового геологических периодов. Они способствовали организации успешной геологической разведки района «Второго Баку».
Был научным руководителем у целого ряда известных впоследствии советских геологов, среди которых: Е. Е. Милановский, Е. М. Великовская, Г. П. Леонов, В. В. Фениксова, Е. Н. Пермяков, О. А. Мазарович, М. М. Москвин, Н. И. Николаев, Н. П. Херасков, Н. С. Ильин, Б. В. Милорадович, Р. М. Пистрак, И. В. Лучицкий, Г. Ф. Крашенинников, В. С. Яблоков и другие.
Опубликовал около 130 работ по вопросам общей и исторической геологии, общей и региональной тектоники, стратиграфии, четвертичной геологии и геоморфологии, гидрогеологии, а также истории науки.
Жил в Москве по адресу Трубниковский переулок, д. 26, кв. 27.
Скончался 26 марта 1950 года в Москве. Похоронен на Новодевичьем кладбище (участок № 2, ряд № 27, место № 20).

## Семья
- Отец — Николай Иванович Мазарович, в 1886 году, на день рождения сына — «губернский секретарь, причисленный к Министерству народного просвещения», затем библиограф Санкт-Петербургской Публичной библиотеки, в 1898—1909 годах — предводитель дворянства Краснинского уезда Смоленской губернии, статский советник; сын генерал-майора Ивана Семёновича Мазаровича, командира Енисейского казачьего полка, внук статского советника Симона Мазаровича, венецианского врача на русской службе, впоследствии «российского императорского поверенного в делах» (посла) в Персии.
- Мать — Екатерина Николаевна, урождённая княжна Друцкая-Соколинская, дочь статского советника князя Николая Григорьевича Друцкого-Соколинского, в 1850-х годах предводителя дворянства Краснинского уезда, позднее — члена Смоленского губернского присутствия по крестьянским делам.
- Брат — Георгий Николаевич Мазарович (1893—1916) — офицер Русского Экспедиционного корпуса во Франции[7].
- Сестра — Инна Николаевна Мазарович, умерла в годы Гражданской войны.

1. Первая жена — Елизавета Евгеньевна Херсонская (в донесении о потерях о сыне Евгении ошибочно названа Елизаветой Андреевной), дочь священника Михаило-Архангельской церкви с. Наруксово Лукояновского уезда Нижегородской губернии; обвенчались в апреле 1915 года в нижегородской Тихоновской (она же Сретенская) церкви. Сын Евгений (1915—1945), выпускник механико-математического факультета МГУ, авиаинженер, начальник разведки дивизиона 40-го гвардейского артиллерийского полка, гвардии старший лейтенант, 16 января 1945 года пропал без вести на территории Польши.
2. Вторая жена (с 8 октября 1921 года) — Нина Владимировна Милановская, родная сестра Е. В. Милановского. Сын Олег (1922—2002), участник Великой Отечественной войны, старший сержант, впоследствии доктор геолого-минералогических наук, профессор МГУ. Внуки: Александр (род. 1954); Екатерина (род. 1961).

## Награды
- 1940 — Орден «Знак Почёта»
- 1945 — Медаль «За доблестный труд в Великой Отечественной войне 1941—1945 гг.».

## Память
Его именем названа гора в Сахалинской области — Гора Мазаровича (Охотское море, Курильские острова, остров Парамушир; название присвоено в 1947 году).